# Curitiba Social Mix
Curitiba Social Mix (também conhecido como #CSM) é um evento brasileiro de cultura digital realizado anualmente na cidade de Curitiba, PR. Criado pelo publicitário Sandro Rodrigues, o CSM (inicialmente chamado de Curitiba Social Media) promove, desde 2011, palestras, mesas de discussão e workshops sobre assuntos como jornalismo, turismo, redes sociais, marketing, negócios, política e humor, sempre ligados ao modo como a internet tem impactado todas as esferas da sociedade. 

## História
Sua primeira edição, realizada no auditório do Museu Oscar Niemeyer em julho de 2011, contou com a participação de jornalistas e personalidades da internet como Kéfera Buchmann, Cauê Moura, Rosana Hermann, PC Siqueira e Rodrigo Fernandes. Além de levantar questões sobre exposição da vida pessoal e fama virtual, o CSM discutiu a internet como plataforma de negócios, como destacou a matéria do jornal Gazeta do Povo: "O consumidor já colocou as marcas nas mídias sociais. Ela fala bem, ou fala mal delas. Portanto, as empresas já estão lá. O que fazer com isso? Só ouvir, interagir ou fazer promoções? Essa é a questão".
A segunda edição do evento, realizada em 2012, teve em sua programação nomes como o humorista Diogo Portugal, o cartunista Maurício Ricardo e a equipe de atores e roteiristas do canal de YouTube Parafernalha, e foi realizada no auditório do Bourbon Hotel Curitiba. No ano seguinte, o CSM foi realizado na Estação Business School, no Shopping Estação, promovendo debates e encontros com a participação de nomes como o então senador Cristovam Buarque, o youtuber Leon Martins e os escritores Eduardo Spohr, Affonso Solano e Bruna Vieira. 2013 é o único ano em que foi realizado um segundo evento, o CSM Pocket, mais focado em negócios e tecnologia. Em 2015, conquista o reconhecimento da Prefeitura de Curitiba e passa a integrar o calendário oficial de eventos da cidade.

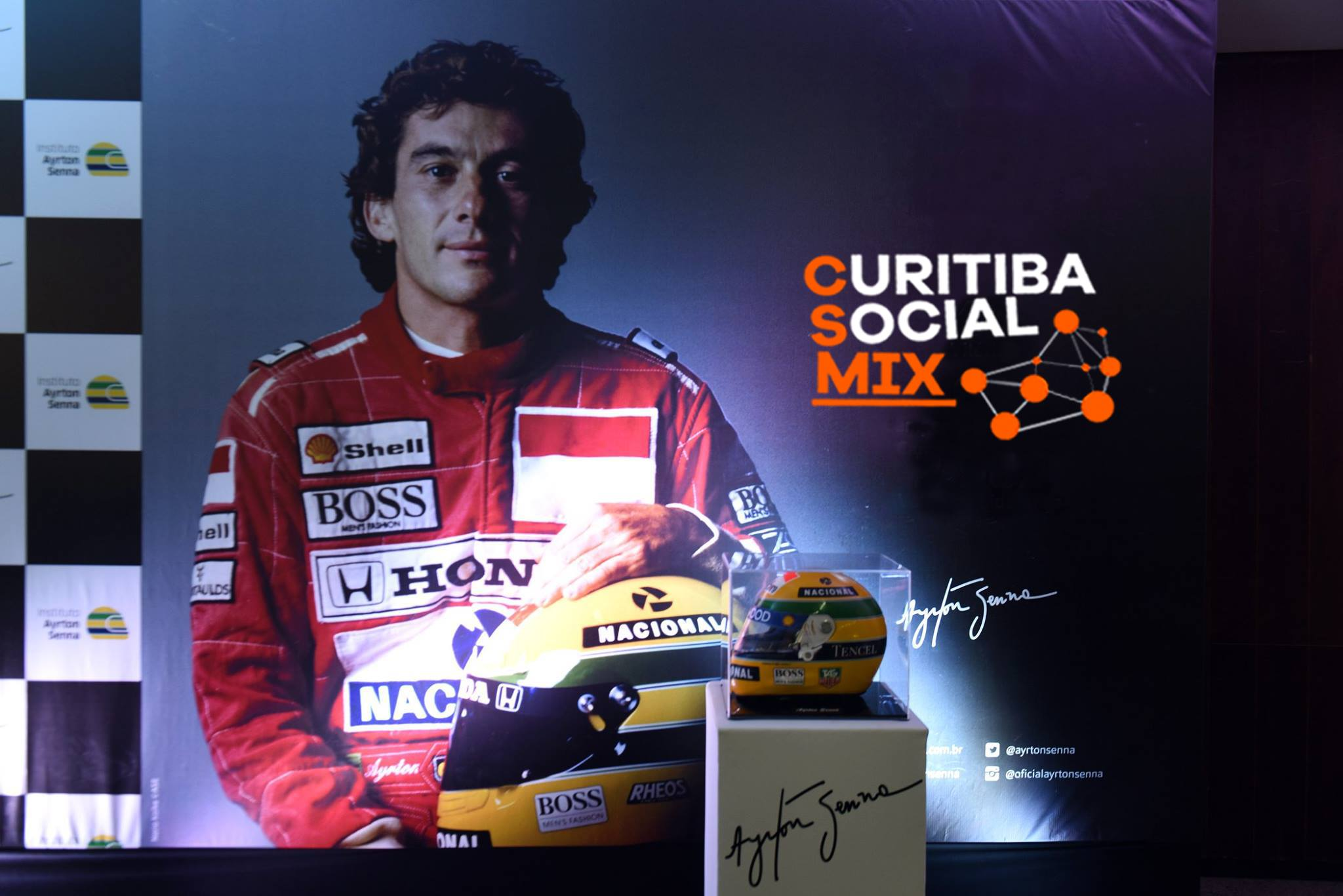
Estande do Instituto Ayrton Senna, durante a edição de 2015 do Curitiba Social Mix

A partir de 2016, o evento passa a ser conhecido como Curitiba Social Mix. Em entrevista para o site da revista Veja, o idealizador Sandro Rodrigues explicou o porquê da mudança do nome:
O evento nasceu para conversar com profissionais de mídia. Há seis anos, o pessoal trabalhava muito com blogs, ou tinha isso como um hobby. A maioria atuava em agências de publicidade por meio período e blogava no tempo livre. Mas aí começou essa coisa do marketing digital, de ganhar dinheiro com internet. Mas naquela época, e podemos chamar 2010 de “aquela época” porque muito mudou desde então, falávamos com um nicho muito específico. Tanto que o nome do nosso evento mudou de Curitiba Social Media para Curitiba Social Mix para mostrar que hoje há um mix de tribos na internet e não só blogueiros, especializados.
Ao longo dos anos, o CSM se consolidou como o principal evento de cultura digital do sul do Brasil e um dos maiores do país, trazendo para a capital paranaense, anualmente, dezenas de palestrantes reconhecidos em suas respectivas áreas de atuação.

### Iguassu Social Mix
Em 2013, Sandro Rodrigues, com a co-organização da empresa Loumar Turismo, realizou na cidade de Foz do Iguaçu a primeira edição do Iguassu Social Media, evento diretamente inspirado pelo CSM. Com apoio da Itaipu Binacional e do Parque das Aves, foi sediado no auditório do Hotel Bella Italia em 2 de novembro de 2013, e teve a participação de nomes como Mauricio Cid, Kéfera Buchmann, Adriana Bustamente (Social Media Day Buenos Aires) e Silvia Oliveira (presidente da Associação Brasileira de Blogs de Viagem).
Assim como aconteceu com o Curitiba Social Mix, o evento em Foz de Iguaçu também teve seu nome modificado para Iguassu Social Mix por ocasião da realização de suas edições seguintes, em 2017 (13 de maio)  e 2018 (17 de março), ambas realizadas no Hotel Bella Italia. Octávio Neto, apresentador dos canais Esporte Interativo, participou nestes dois anos. Outros nomes de destaque que palestraram em Foz do Iguaçu foram Nathalia Arcuri, Gabriel Totoro (Porta dos Fundos), PC Siqueira e Pablo Miyazawa.

## Edições
| Ano  | Data            | Local                            | Principais participantes |
| ---- | --------------- | -------------------------------- | --- |
| 2011 | 2 de julho      | Museu Oscar Niemeyer             | Alessandro Martins, Alexandre Inagaki, Bia Granja (youPIX), Bic Muller, Bob Wollheim, Emerson Damasceno, José Luiz Martins, Marcelo Vitorino, Pablo Peixoto, Rodrigo Fernandes, Rosana Hermann.                                                                                                |
| 2012 | 23 de junho     | Hotel Bourbon                    | Carol Rocha, Cauê Moura, Claudinho Castro, Diogo Portugal, Fábio Rabin, Gustavo Horn, Kéfera Buchmann, Marcos e Matheus Castro, Maurício Ricardo, PC Siqueira, Rosana Hermann. |
| 2013 | 18 de maio      | Estação Business School          | Álvaro Borba, Bruna Vieira, Bruno Monark, Carlos Merigo (B9), Cauê Moura, Cristovam Buarque, Fred Elboni, João Pedro Motta, Leon Martins, Lia Camargo, Luiz Yassuda, Maurício Ricardo, Mussum Alive, Otávio Albuquerque.                                                                       |
| 2013 | 8 de novembro   | Teatro Bom Jesus                 | Alexandre Inagaki, Bia Kunze, Bruna Louise, Carlos Sandrini, Fábio Silvestre, Fagner Zadra, João Domingos Michaliszyn, Mauro Bedaque, Natacha Volpini, Nick Ellis, Vinheteiro. |
| 2014 | 24 e 25 de maio | Canal da Música                  | Affonso Solano, Alberto Benett, Alexandre Ottoni, Deive Pazos, Eduardo Spohr, Felipe Castanhari, Gabe Simas, Mariana Mafra, Juliana Muncinelli, Mauricio Cid, Pietra Príncipe, Pryscila Vieira, Ricardo Piologo, Wagner Martins.                                                               |
| 2015 | 22 de agosto    | Centro de Convenções de Curitiba | Bruna Toni (Pinterest), Danielle Noce, Débora Alcântara (Tudo Orna), João Paulo Araújo Fontes, Júlio Cocielo, Lucas Rangel, Marcelo Salgado (Bradesco), Otávio Albuquerque, PC Siqueira, Pyong Lee, Rodrigo Fernandes, Rodrigo Ghedin, Silmara Meira (Instituto Ayrton Senna), Sofia Oliveira. |
| 2016 | 3 de setembro   | Centro de Convenções de Curitiba | Anderson Gaveta, Becca Pires, Caio Novaes, Cauê Moura, Clara Aguilar, Danielle Noce, Fred, Gabriela Fernandes e Thalita Meneghim (Depois das Onze), Manuela Barem (BuzzFeed Brasil), Nathalia Arcuri, Nick Ellis, Paulo Cuenca, Paulo Pirula, Rodrigo Magal.                                   |
| 2017 | 4 de novembro   | Expo Renault Birigui             | Bruna Santina, Day Lima, Enaldinho, Franco Fanti e Adriano Pereira (Hermes e Renato), Gabriel Totoro, Gustavo Chagas, Hallorino Junior, Marcelo Vitorino, Mr. Poladoful, Nyvi Estephan, Rato Borrachudo.                                                                                       |
| 2018 | 28 de julho     | Canal da Música                  | Bianca Schiavon (Imbizita), Casimiro Miguel, Debora Alcantara, Diogo Portugal, Edson Mackeenzy, Maria Claudia (Cacau), Lucas Inutilismo, Ramon Campos, Ricardo e Rodrigo Piologo. |
| 2019 | 19 de outubro   | Centro Europeu Batel             | Carlos Alberto Ferreira, Cezar Maracujá, Ivan Mizanzuk (Projeto Humanos), Gustavo Chagas, Maurício Ricardo, Renato Wamberto (Nerd Show), Sill Esteves. |